# Jon-Mastjärnen
Jon-Mastjärnen är en sjö i Åsele kommun i Lappland och ingår i Gideälvens huvudavrinningsområde. Sjöns area är 0,036 kvadratkilometer och den är belägen 444 meter över havet.